# Heliothea christophi
Heliothea christophi är en fjärilsart som beskrevs av Alphéraky 1883. Heliothea christophi ingår i släktet Heliothea och familjen mätare. Inga underarter finns listade i Catalogue of Life.